# Neal Mohan
Pour les articles homonymes, voir Mohan.
Neal Mohan est un dirigeant d'entreprise américain né le 14 juillet 1973. Il est le directeur général de YouTube depuis le 16 février 2023,.

## Biographie

### Jeunesse et éducation
Neal Mohan est né à Lafayette, dans l'Indiana le 14 juillet 1973. Ses parents, Aditya Mohan et Deepa Mohan, sont de nationalité indienne et originaires de la ville de Lucknow. Son père déménage aux États-Unis au début des années 1970 afin d'obtenir un doctorat en ingénierie civile à l'université Purdue. Neal Mohan grandit à Ann Arbor, dans le Michigan. La famille déménage en Inde en 1985. Il étudie sept ans au St. Francis' College (en) et apprend à parler l'hindi et le sanskrit,. Entre 1991 et 1992, Neal Mohan retourne aux États-Unis. Il poursuit ses études à l'université Stanford, d'où il sort diplômé en ingénierie électrique en 1996.

### Carrière

#### Accenture et NetGravity
Après avoir obtenu son diplôme, Neal Mohan travaille pour Accenture, qui était alors détenue par Arthur Andersen. En 1997, il rejoint la start-up NetGravity, dont il devient une figure majeure de la direction et dont il participe au succès commercial.

#### DoubleClick
En 1997, NetGravity est racheté par DoubleClick. Neal Mohan déménage alors de la Californie à New York, où se trouvent les bureaux de l'entreprise. Dans les années suivantes, il est progressivement de plus en plus impliqué dans les décisions de l'entreprise. DoubleClick lui donne notamment la mission de réduire ses frais au début de l'explosion de la bulle internet. Il est alors nommé vice-président des affaires commerciales.
En 2003, il retourne à l'université Stanford afin d'obtenir un Master of Business Administration (MBA). Lorsqu'il est à Stanford, DoubleClick fait face à de nombreux problèmes consécutifs à l'acquisition d'Abacus Direct en 1999,,. Cette fusion est de facto annulée par la société de capital-investissement Hellman & Friedman, qui rachète DoubleClick et se sépare d'Abacus Direct. Hellman & Friedman demande alors que le responsable de longue date David Rosenblatt devienne le PDG de DoubleClick peu après la scission de l'entreprise. Rosenblatt accepte l'offre et embauche Neal Mohan après qu'il a obtenu son MBA en 2005 à la seule condition imposée par Mohan, à savoir le fait qu'il puisse rester en Californie.
Ensemble, Rosenblatt et Mohan mettent en place un plan visant à faire de DoubleClick une entreprise spécialisée dans l'économie de la publicité, développant des technologies publicitaires numériques innovantes et un vaste réseau publicitaire. Les grandes lignes du plan sont présentées dans une présentation PowerPoint de 400 diapositives, qui est décrite par ceux qui l'ont créée ou qui l'ont vue comme ayant une influence majeure sur les politiques économiques actuelles de Google. Le plan est présenté aux conseils de DoubleClick et de Hellman & Friedman en décembre 2005, qui l'approuvent.

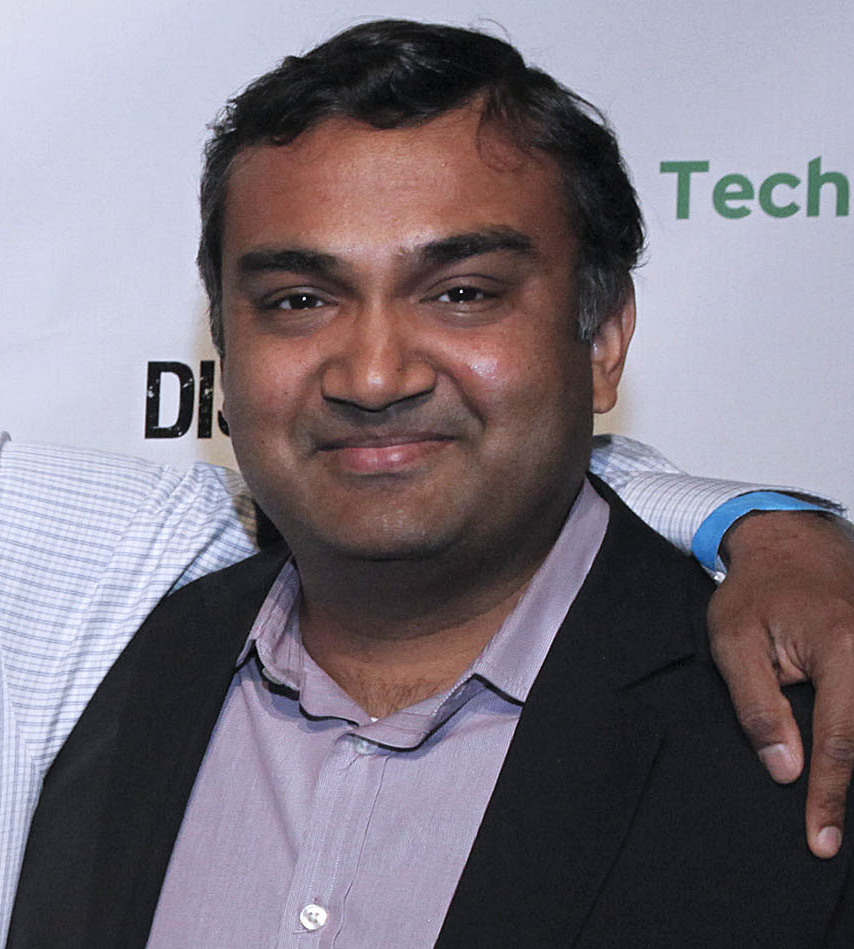
Neal Mohan à la conférence Tech Crunch Disrupt de 2013.

#### Google
Le 13 avril 2007, Google fait l'acquisition de DoubleClick pour 3,1 milliards de dollars. La responsable de Google Susan Wojcicki est la principale instigatrice de cette opération. Pendant les 15 années suivantes, elle travaille très largement avec Mohan, qui rejoint Google l'année de l'acquisition et joue un rôle majeur dans l'intégration de DoubleClick à la multinationale américaine. En 2010, Mohan gère le rachat d'Invite Media (en) par Google pour 85 millions de dollars. Avant de partir chez YouTube, il était le vice-président de la branche publicitaire de Google.
En 2011, David Rosenblatt, qui est alors un responsable de Twitter, tente d'embaucher Mohan en tant que directeur produit. Alors que Mohan était prêt à accepter, Google lui offre 100 millions de dollars afin qu'il reste chez elle. Un ancien responsable de Facebook a également cherché à embaucher Mohan lorsqu'il travaillait à Google.

#### YouTube

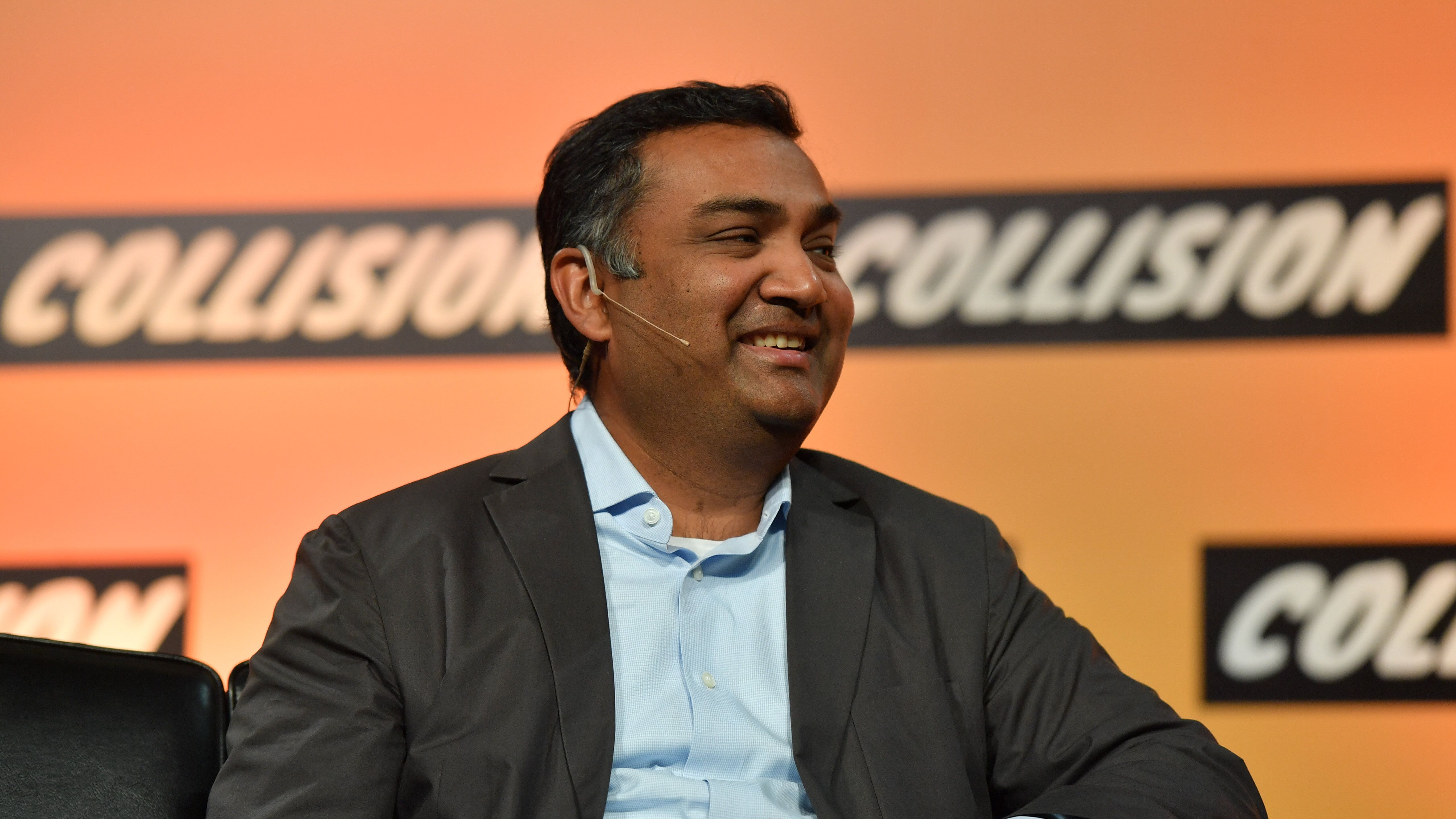
Neal Mohan à La Nouvelle-Orléans en 2017.

Neal Mohan rejoint YouTube (filiale de Google) en 2015 en tant que directeur produit. Au début de ses fonctions, il gère un certain nombre des produits phares de l'entreprise, notamment YouTube Music, YouTube TV, YouTube Premium et YouTube Shorts.
Après septembre 2020, Mohan fait plusieurs présentations devant le Congrès des États-Unis et participe à un sommet de la Maison-Blanche au cours duquel il présente une nouvelle politique de modération de contenu pour YouTube visant à lutter contre les contenus extrémistes et / ou violents sur la plateforme. Cette politique est la plus complète à ce jour, et vise à empêcher la diffusion de propagande djihadiste (notamment de l’État islamique), de contenus qui incitent à la violence ou qui cherchent à recruter ou à collecter des fonds pour des organisations extrémistes, que le contenu soit directement associé ou non à un groupe terroriste. Parallèlement, YouTube a lancé une campagne de sensibilisation aux fausses informations pour aider les consommateurs, en particulier les plus jeunes, à reconnaître les techniques de manipulation employées dans tous les médias.
Le 16 février 2023, Neal Mohan est désigné pour succéder à Susan Wojcicki au poste de PDG de YouTube.

#### Autres entreprises
Neal Mohan a également travaillé pour Microsoft en tant que responsable de la stratégie d'entreprise et a fait partie des conseils de Stitch Fix (en) et de 23andMe.

## Vie privée
Neal Mohan est marié à Hema Sareen Mohan, qui travaille dans le secteur non-lucratif et de l'aide sociale depuis plus de deux décennies. Le couple se marie à New York, lorsque Neal travaillait pour DoubleClick.